# Silverball Studios
Silverball Studios, tidigare kända som Fuse Games, är en brittisk datorspelsutvecklare baserad i Burford, Oxfordshire. De specialiserar sig på familjevänliga spel, och har bland annat utvecklat flipperspel för Nintendo.

## Historia
Företaget grundades 2002 som Fuse Games av Adrian Barritt och Richard Horrocks, skaparna av den prisbelönta spelserien Pro Pinball. För att visa vad de var kapabla till utvecklade de en demoversion av ett flipperspel med Mario och skickade den till Nintendo. Nintendo anställde sedan dem att göra Super Mario Ball till Game Boy Advance, som gjordes av en grupp på bara fem personer. Spelet tog ungefär 18 månader att slutföra och släpptes 26 augusti 2004 i Japan och senare under året i Nordamerika och Europa. Efter det utvecklade de spel till Nintendo DS, däribland Metroid Prime Pinball, en flipperspelsadaption av Metroid Prime till Nintendo Gamecube. Spelet släpptes 24 oktober 2005 i Nordamerika med en Australienutgivning 1 december, och släpptes 2006 i Japan och 2007 i Europa. Fuse Games utvecklade också ett spel i Touch! Generations-serien, kallat Active Health with Carol Vorderman. 2009 likviderades företaget efter att nyligen ha färdigställt Pinball Pulse: The Ancients Beckon till DSiWare, men återskapades några dagar senare som Silverball Studios.

## Utvecklade spel

### Som Fuse Games
| Titel                              | Utgivningsår | Utgivare | Plattformar      |
| ---------------------------------- | ------------ | -------- | ---------------- |
| Super Mario Ball                   | 2004         | Nintendo | Game Boy Advance |
| Metroid Prime Pinball              | 2005         | Nintendo | Nintendo DS      |
| Active Health with Carol Vorderman | 2009         | Nintendo | Nintendo DS      |
| Pinball Pulse: The Ancients Beckon | 2009         | Nintendo | DSiWare          |

### Som Silverball Studios
| Titel            | Utgivningsår | Utgivare        | Plattformar                                                                 |
| ---------------- | ------------ | --------------- | --------------------------------------------------------------------------- |
| Mensa Brain Test | 2010         | Barnstorm Games | Android, Blackberry, iOS                                                    |
| Frogger Pinball  | 2011         | Konami          | Facebook, iOS                                                               |
| Mensa Academy    | 2012         | Square Enix     | Android, iOS, Nintendo 3DS, Playstation 3, Microsoft Windows, Wii, Xbox 360 |
| The Chase        | 2012         | Barnstorm Games | iOS                                                                         |